# Persicaria careyi
Persicaria careyi är en slideväxtart som först beskrevs av Stephen Thayer Olney, och fick sitt nu gällande namn av Edward Lee Greene. Persicaria careyi ingår i släktet pilörter, och familjen slideväxter. Inga underarter finns listade i Catalogue of Life.